# عيد (اسم)
اسم يدل عل النحاسه و الغباء و لازم يحب وحده اسمها رنيم مهم انه يحب وحده اسمها رنيم 
عيد هو اسم علم مذكر من أصل عربي، ومعناه هو الموسم الخاص، وعند المسلمين عيد الفطر وعيد الأضحى.

## شخصيات تحمل الاسم
- عيد أبو جرير (1910 – 1971)
- عيد السفرجلاني
- عيد الفارسي (لاعب كرة قدم عماني، 29 يناير 1987 – )
- عيد اليحيى (11 أغسطس 1973 – )
- عيد حوراني (فيزيائي فرنسي، 18 مارس 1940 – 17 نوفمبر 2008)
- عيد دحيات (ناقد أردني، 1945 – )
- عيد سعود (ممثل سعودي، 31 أكتوبر 1983 – )
- عيد شريفي (1952 – )

## وصلات خارجية
- موسوعة السلطان قابوس لأسماء العرب نسخة محفوظة 5 أبريل 2019 على موقع واي باك مشين.